# Karl Mays Erzgebirgische Dorfgeschichten
Karl Mays Erzgebirgische Dorfgeschichten sind eine Reihe von Erzählungen aus Karl Mays Frühwerk. Eine Auswahl erschien 1903 aus strategischen Gründen zusammen mit zwei Erzählungen des Spätwerks in einer Anthologie unter dem Titel Erzgebirgische Dorfgeschichten. Diese Werke gehören zur Gattung der Dorfgeschichten und spielen in Mays erzgebirgischer Heimat.

## Entstehung

### Dorfgeschichten des Frühwerks

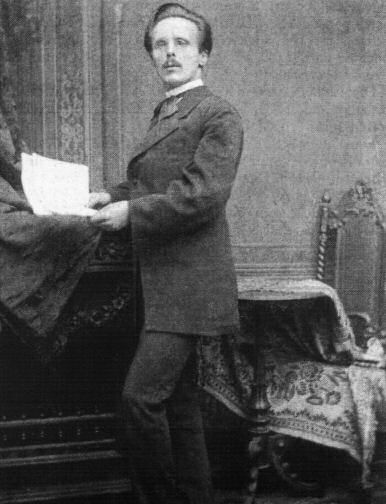
Karl May zur Zeit seines Frühwerks

Seit 1840 und noch einmal verstärkt ab 1860 waren Dorfgeschichten stark verbreitet und sehr beliebt. Zu ihrem Erfolg hatten die Werke Berthold Auerbachs beigetragen, mit denen Karl May mutmaßlich bereits während seiner zweiten Haftzeit (1865–1868) in Berührung kam. Belegt für diese Zeit ist eine Beschäftigung mit dem Dorfgeschichten-Autor Wilhelm Oertel von Horn, den er in seinem Repertorium C. May (ca. 1867) aufführt und dessen Figurenbeschreibungen später in Die Rose von Ernstthal (1874 oder 1875) eingingen. Spätestens während seiner ersten Redakteurstätigkeit (1875/76) beschäftigte sich May näher mit Dorfgeschichten, als er die Erzählung „Fundgrube ‚Vater Abraham‘“ von Elfried von Taura (d. i. August Peters) für sein Blatt Schacht und Hütte redigierte. Da sich May während seines Frühwerks an verschiedenen Richtungen der Unterhaltungsliteratur versuchte, bis er schließlich seine Profession als Autor von Reiseerzählungen fand, sehen verschiedene Autoren in Peters eine Anregung zum Verfassen von Dorfgeschichten. Andererseits hatte May bereits früh begonnen, den literarischen Markt zu beobachten und verfolgte daher vermutlich auch die Entwicklung der Dorfgeschichten jener Zeit, sodass auch ein ökonomischer Aspekt in Betracht kommt. Als Dorfgeschichten-Schreiber hat sich May allerdings nicht verstanden und darum steht er eher unbewusst in der Dorfgeschichten-Tradition. Dies führt zu der Problematik, dass nicht alle der sogenannten Erzgebirgischen Dorfgeschichten bedingungslos als Dorfgeschichten zu bezeichnen sind und teilweise eher in der Tradition der Abenteuerliteratur stehen. Nach Pitt Herrmann „entzieh[en sie] sich jeder herkömmlichen literaturwissenschaftlichen Klassifizierung.“
May war vom erzieherischen Einfluss der Literatur überzeugt und hatte bereits mit den von ihm gegründeten Blättern literaturpädagogische Ziele verfolgt. Allerdings war ihm bewusst, dass Belehrung nicht übertrieben werden durfte, und darum verwendete er triviale Mittel, um Hochliteratur nachzuahmen. Entsprechend lassen sich Mays Dorfgeschichten der sendungsbewussten Trivialliteratur zuordnen. Nach Hermann Wohlgschaft wollte May „den Leser (und den Autor) ermahnen und warnen, ihn erschrecken und aufrütteln“, „sich selbst und seine Leser zum Guten erziehen.“ Diese Texte dienten auch selbsttherapeutischen Zwecken nach seinen Vaganten- und Haftzeiten (1864–1874). Laut Rudolf Mahler „(übernehmen) die Dorfgeschichten eine Ordnungsfunktion durch die Betonung des gesetzlichen Elements und zwar des menschlichen wie des göttlichen“ und Helmut Schmiedt stellt fest: „das gründliche Ausformulieren eines letztlich doch gerechten gesellschaftlichen Zustandes […] stabilisiert die Fähigkeit zur Anpassung und soll May gefeit machen gegen weitere gefährliche Irritationen.“ Fast alle Werke Mays enthalten Anspielungen auf dessen Biografie; allerdings verarbeitete er in diesen Erzählungen zudem die authentischen Eindrücke seiner erzgebirgischen Heimat und des Sozialmilieus. Im Gegensatz zu den meisten anderen Werken Mays (und den beiden späten Dorfgeschichten) fehlt der Humor, denn laut Michael Zaremba „(haben) die zahlreichen tragischen Episoden in den frühen ›Erzgebirgischen Dorfgeschichten‹ eine räumliche und zeitliche Nähe [zu Mays] erlebte[m] Trauma, die einen heiteren Grundton erschwerte.“
Folgt man Mays publizierten Angaben, begann er kurz nach 1873 die Erzgebirgischen Dorfgeschichten zu schreiben. Tatsächlich erschien die älteste bekannte Erzählung, Die Rose von Ernstthal, 1874 oder 1875. Dieser Text lässt sich allerdings nur bedingt der Gattung Dorfgeschichte zuordnen, sondern ist vielmehr durch Kleinstadt- und Soldatenmilieu geprägt, ist gleichfalls eine historische Erzählung und bildet ein Bindeglied zu Mays Geschichten über den „Alten Dessauer“. Mit einem zentralen Thema in Dorfgeschichten, dem Gegensatzpaar Stadt und Land, beschäftigte sich May danach in einem gleichnamigen Kapitel seiner Geographischen Predigten (1875/76). Erst 1877 erschien mit Der Dukatenhof die nächste Dorfgeschichte. In dieser waren bereits alle wesentlichen Motive der noch folgenden Erzählungen vorhanden. Bis 1879 folgten neun weitere Erzgebirgische Dorfgeschichten und laut Roland Schmid „zeichnet sich bei vergleichender Betrachtung eine unverkennbare Entwicklung der schriftstellerischen Gewandtheit ab.“
Zwar entstanden ab 1880 zunächst keine Dorfgeschichten mehr, aber sie hatten Einfluss auf die folgenden Werke. Denn die Figuren, Handlungselemente und Schauplätze waren hier – ebenso wie auch in anderen Frühwerken – bereits vorgeformt, die May nun in seinen Kolportageromanen und Reiseerzählungen in fremde Länder übertrug und dort weiter ausarbeitete. Überdies hatten die Dorfgeschichten Anteil an der Entwicklung des Ur-Ich in Mays frühen Abenteuererzählungen zu einem Heilsbringer in den Reiseerzählungen.

### Spätwerk und Buchausgabe

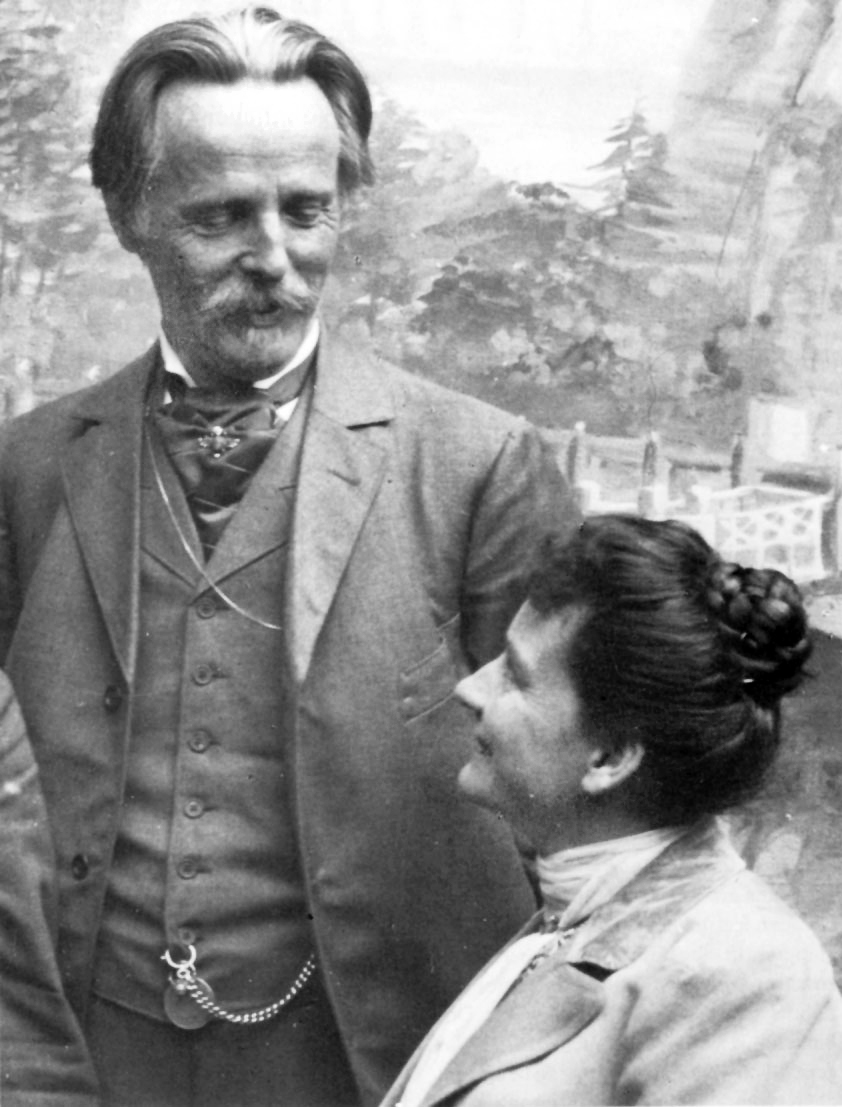
Karl May ein Jahr nach Erscheinen der Spätwerks-Dorfgeschichten (mit Ehefrau Klara)

Während seiner Orientreise (1899/1900) setzte bei May ein Sinneswandel ein und er begann fortan literarischer zu schreiben und komplexe allegorische Texte zu verfassen. Zu gleicher Zeit wurden seine Kolportageromane, die hauptsächlich pseudonym in den 1880er Jahren im Verlag H. G. Münchmeyer erschienen waren, vom neuen Verlagsinhaber Adalbert Fischer unter Mays richtigem Namen und ohne dessen Autorisierung neu herausgegeben. Dieser alten Auftragsarbeiten wegen wurde May heftig kritisiert, beispielsweise bezeichnete Hermann Cardauns sie sogar als „abgrundtief unsittlich“. May wollte einerseits sein frühes Schaffen, das durch den Pressestreit in Mitleidenschaft geraten war, in ein positives Licht rücken und andererseits „die literarische Um- oder Neuorientierung — nachträglich — auch für sein bisheriges Œvre geltend machen, somit sein gesamtes Werk als Kontinuum erscheinen lassen“. Seine Erzgebirgischen Dorfgeschichten hatte May bereits 1878 vor Gericht als Beweis seiner moralischen Integrität aufgeführt und eine literarische Gleichsetzung mit den späten Reiseerzählungen „Weihnacht!“ (1897) und Am Jenseits (1899) in einer Verteidigungsschrift von 1902 vollzogen. Um nun sowohl den Beweis zu erbringen, schon in der Frühzeit sittlich und anständig geschrieben zu haben, als auch die Kontinuität seines Schaffens zu belegen, konzipierte May eine Buchausgabe: Erzgebirgischen Dorfgeschichten, die den Untertitel Karl Mays Erstlingswerke trägt. Neben vier frühen Texten enthält der Band allerdings auch zwei eigens für dieses Buch verfasste Erzählungen (Sonnenscheinchen und Das Geldmännle), in denen May die Auseinandersetzungen um die Kolportageromane psychisch verarbeitete und verschlüsselte. Nicht nur stehen diese beiden an erster und letzter Position und klammern damit die frühen Werke ein, sondern May deklarierte auch an anderer Stelle die beiden neuen Texte als Erstlingswerke. Die alten Texte änderte May leicht ab, indem er mundartliche Dialoge ins Hochdeutsche übersetzte, einige Stellen mehr verdeutlichte und einige Passagen neu schrieb.
Im Streit zwischen May und Fischer kam es 1903 vorläufig zu einem Vergleich, da Fischer einerseits durchblicken ließ, er wisse von Mays Vorstrafen, andererseits da May ihn für einen anderen Rechtsstreit für sich gewinnen wollte. In diesem Zusammenhang gab May ihm die Erzgebirgischen Dorfgeschichten in Verlag, deren Publikation sein Hauptverleger Friedrich Ernst Fehsenfeld abgelehnt hatte. May stellte allerdings die Bedingung, dass das Buch nicht unter dem alten Verlagsnamen erscheinen dürfe, woraufhin Fischer eigens dafür den „Belletristischen Verlag“, einen Imprintverlag, gründete. In die beiden neuen Dorfgeschichten, bei denen May sehr sorgfältig Korrektur las, hatte er wie erwähnt die Hintergründe seiner öffentlichen Auseinandersetzungen und Prozesse, in die auch Fischer verwickelt war, verschlüsselt dargestellt. Somit hatte Fischer, ohne es zu bemerken, seine eigene Negativdarstellung verlegt und war damit zum Opfer von Mays heimlicher Rache geworden. Im Gegensatz zu Mays Werken, die in fernen Ländern spielen, verkaufte sich der Band wenig erfolgreich. Zu den Gründen dafür gehörten, dass man von May Abenteuererzählungen erwartete, der literarische Markt mittlerweile mit Dorfgeschichten übersättigt war und die Heimatliteratur seit etwa 1890 eine neue, ideologische Richtung eingeschlagen hatte. Dennoch erschien 1907 eine Neuauflage bei Fehsenfeld, nachdem May nach Fischers plötzlichem Tod die Verlagsrechte zurückerhalten hatte. Obwohl beide Auflagen als Band I deklariert wurden, erschien nie eine Fortsetzung aus Mangel an Publikumsinteresse.

## Inhalt

### Grundzüge der Dorfgeschichten

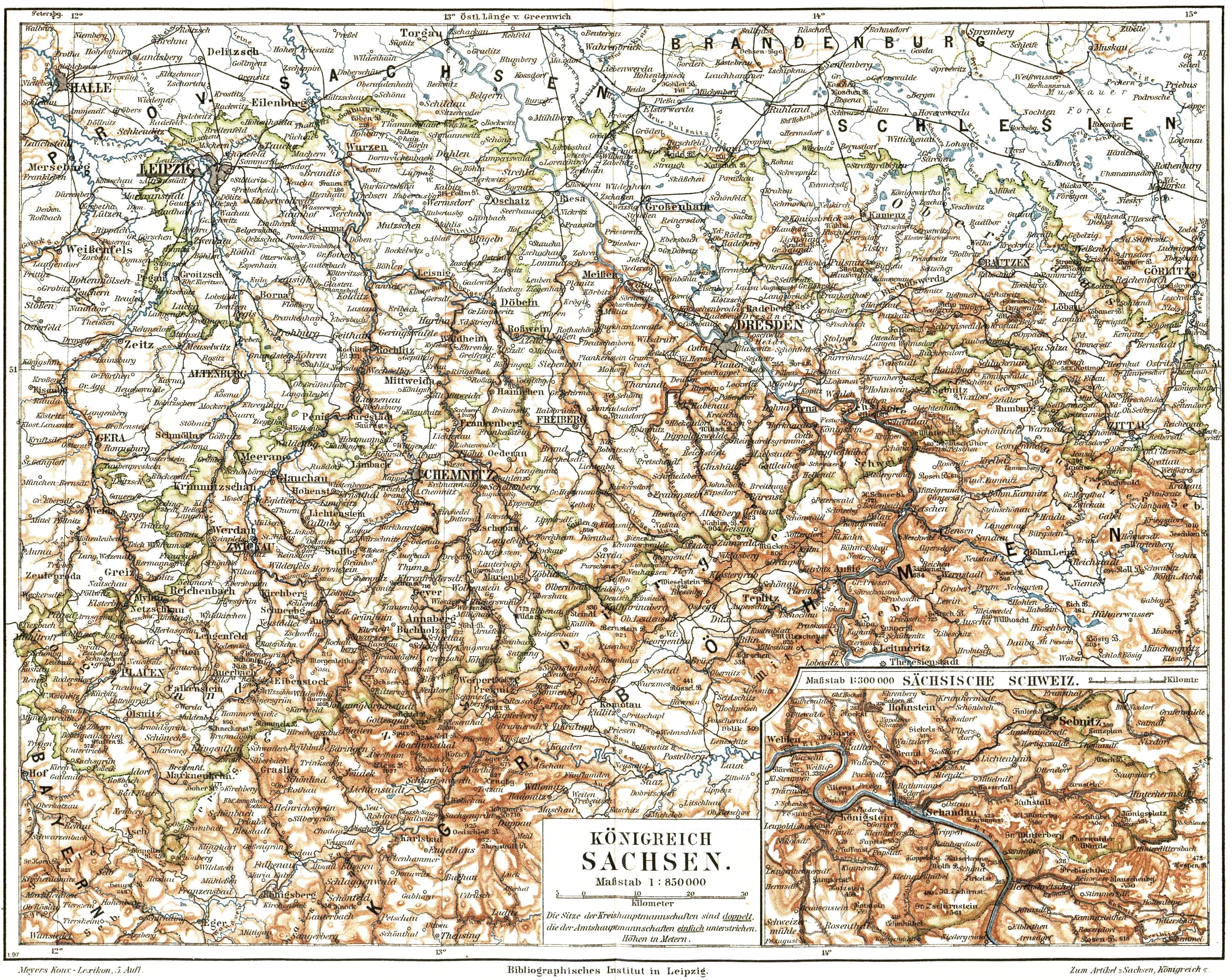
Das Erzgebirge um 1895

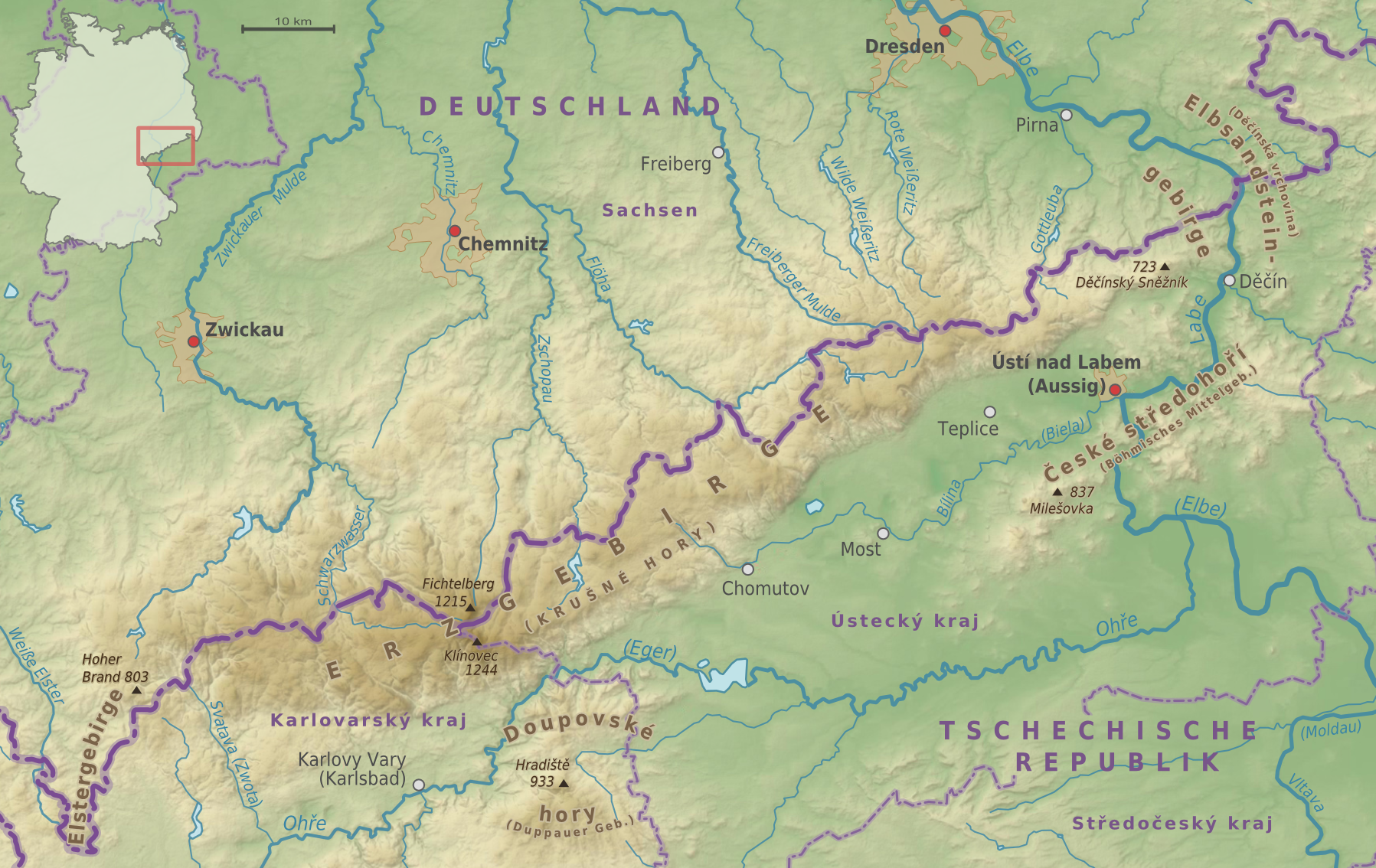
Das Erzgebirge heute

Mays Dorfgeschichten stellen eine Mischung aus Dorf-, Liebes- und Kriminalgeschichte dar, wobei die Kriminalgeschichte meist dominiert und strukturbestimmend wirkt, die Liebesgeschichte ein Gegengewicht bildet und die Dorfgeschichte das Milieu liefert. Nach Jürgen Hein behandeln Dorfgeschichten im Allgemeinen bäuerliche Themen und die Motive lassen sich in folgende Hauptkomplexe einteilen: „(1) die sich um den Hof drehende Problematik zwischen Tradition, Besitz und Erbschaftsfolge; (2) der Zusammenhang von Heimat, Landschaft, Dorf und Dorfgemeinschaft; das Zusammenhalten der Dorfbewohner bei Unglücksfällen und Krankheiten; die Frage des Heimatrechts und die oft feindselige Haltung gegenüber dem »Fremden« im Dorf; (3) der Gegensatz zwischen Stadt und Land; (4) Sittenkritik am dörflichen Leben; (5) die Bedeutung kirchlicher Festtage für die ländliche Welt.“ In Mays Erzählungen sind die Dorfgeschichten-Motive unterschiedlich stark vertreten, dienen oft nur als Hintergrund und treten daher oft fast gänzlich hinter die Kriminalerzählung zurück. Während der Aufklärung des Verbrechens setzt May häufig Mystifikationen und Teilauflösungen ein und nutzt dafür auch Rückblenden. Die oft in der Vergangenheit liegenden Verbrechen werden durch Geheimnis- und Schauermotive hervorgehoben. Auch Motive des Abenteuerromans oder biografische Motive können den Dorfgeschichten-Charakter überlagern. Während die biografischen Motive in den frühen Dorfgeschichten Mays Jugend, Vaganten- und Haftzeit zuzuordnen sind, so gehören jene in den beiden Späten zur Redakteurszeit, den Hetzkampagnen und Prozessen.
Ein häufiges Motiv ist die Liebe zweier Bauern zu demselben Mädchen, welche häufig die Geliebte des Helden und Tochter des Gegenspielers ist und die des Geldes wegen oder zur Verstärkung verbrecherischer Freundschaften verkuppelt werden soll. Die Motivationen zu den Verbrechen sind entweder Rache aus verschmähter Liebe, Habgier oder die Beseitigung eines Gegenspielers. Die Ursachen liegen folglich nie in den sozialen Umständen, sondern im negativen Charakter des Täters. May-typische Motive sind Pascherei und Wilderei, die eben nicht aus der Notwendigkeit heraus, sondern aus Habgier oder Passion betrieben werden. Entsprechend werden die Bösewichter nur von den Wohlhabenden verkörpert, während die einfachen Leute zu den Guten und Tugendhaften gehören. An weiteren Verbrechen treten Betrug, Fälschung, Falschmünzerei, Einbruch, Brandstiftung, Entführung, Verstümmelung, Mordversuch und Mord auf, wobei nicht einmal vor den eigenen Familienmitgliedern zurückgeschreckt wird.
Die Figuren werden eindeutig als gut oder böse charakterisiert. Zu den Helden gehören häufig Außenseiter, vorübergehend Verfemte oder Rückkehrer aus der Fremde, die über überlegene Fähigkeiten verfügen, die jenen der späteren Ich-Helden Kara Ben Nemsi bzw. Old Shatterhand entsprechen. Die Gegenspieler beherrschen diese Fähigkeiten fast ebenso gut und können daher oft zunächst entkommen, um letztendlich ihren Schwächen zu erliegen. Häufig kommt es zwischen den Konfliktparteien zur Versöhnung. Dabei fasst der Held und nicht die staatlichen Ordnungsorgane den Verbrecher und gibt diesem dadurch die Gelegenheit, sich selbst zu stellen. Eine innere Umkehr der Bösewichter erfolgt allerdings nur, wenn ihre physische oder soziale Existenz gefährdet ist. Bei schwerwiegenden Verbrechen hingegen wird der Bösewicht durch eine „höhere Gewalt“ bestraft – in der Dorfgeschichten-Tradition ist dies nur für May typisch – und zwar tritt die Strafe oft am Tatort ein und spiegelt das Schicksal der Opfer wider. Am Ende werden die Guten mit einem Hof bzw. dem geliebten Mädchen belohnt. Mays Dorfgeschichten gehören zu den Exempeln (Beispielerzählungen), also „kurze[n] Erzählung[en], die positive [bzw.] negative Verhaltensbeispiele darstell[en] und Lehrhaftigkeit mit unterhaltsam-volkstümlicher Erzählweise verbinde[n]“. Dabei wirken die unterhaltenden Elemente als Gegengewicht zu den moralisierenden.

### Spezifisches des Spätwerks
Das Spätwerk wird mit einem Vorwort eingeleitet (fehlt in der Fehsenfeld-Auflage), in dem May die Kontinuität seines Schaffens darlegt: Da sich Leser nur haben unterhalten lassen wollen, ohne den tieferen Sinn seiner Dorfgeschichten zu begreifen, habe er angefangen, seine Motive in fremde Länder zu verlegen, also Reiseerzählungen zu schreiben. Da man mittlerweile gelernt habe, zum Sinn hinabzusteigen, beginne er nun erneut mit Dorfgeschichten. May deutet damit etwas versteckt an, dass sich unter den Erstlingswerken durchaus neue Texte befinden, und durch Stichworte wird auf einen allegorischen Charakter von Sonnenscheinchen und Das Geldmännle hingewiesen. Der exemplarische Charakter der Mayschen Dorfgeschichten wird hier allegorisch umgesetzt und das dualistische Prinzip von Gut und Böse wird durch die Entwicklung des Gewalt- zum Edelmenschen abgelöst. Statt zu Bestrafung kommt es zu Erlösung und Vergebung. Dieser Umschwung wird von einer stärkeren Gewichtung und Einflussnahme weiblicher Figuren begleitet. Beide Texte sind bewusste Schlüsselerzählungen im Gegensatz zu den unbewussten Verschlüsselungen im Frühwerk. Auf der einen Seite lassen sich die Figuren, Handlungen und Ortschaften Personen, Begebenheiten und Stationen aus Mays Biografie zuordnen. Sein Ich spaltet May dabei auf und überträgt Eigenschaften bzw. Entwicklungsstufen seiner Persönlichkeit auf unterschiedliche Figuren, beispielsweise den schuldig gewordenen May und sein Wunsch-Ich oder den früheren, aufschneiderischen May und den gereiften Verfasser des Spätwerks. Andererseits sind die Figuren, Handlungen und Ortschaften auch allegorische Bedeutungsträger. Es lassen sich somit drei Leseebenen ausmachen: Handlungsebene, autobiografische Ebene und philosophisch-religiöse Ebene, die weitere Unterebenen enthalten können. Dabei wird die Komplexität der Texte allerdings durch den Dorfgeschichtencharakter verschleiert. Einige Autoren sprechen den beiden Dorfgeschichten zudem einen Märchencharakter zu, der nicht unumstritten ist. Ein weiteres Merkmal, das die beiden Spätwerke von den übrigen Mayschen Dorfgeschichten unterscheidet, ist der ein Einsatz von Humor.
Das zentrale Thema in Sonnenscheinchen auf biografischer Leseebene ist Mays literarische Wandlung, während Das Geldmännle vornehmlich den Münchmeyer-Verlag und Mays Eheprobleme behandelt. Dabei beginnt letzterer Text zudem mit einer mythologischen Darstellung der Entstehung des Erzgebirges, die Mays eigenes literarisches Schaffen symbolisiert. Außerdem enthält Das Geldmännle eine deutliche Sozialkritik am Weberelend.

## Authentizität
Thomas Schumann stellt fest: „Die detaillierte Ausmalung bringt realistische Züge hervor, so daß sich der Leser in die Situation eines Beteiligten versetzt fühlt und das folgende Geschehen miterlebt. Genau diese Erzählweise ist mit dafür verantwortlich, daß sich das Lesepublikum mit dem im Text Erzählten leicht identifizieren kann.“ Abgesehen von der mythologischen Erzählweise entspricht die Entstehungsgeschichte des Erzgebirges im Anfangskapitel von Das Geldmännle der tatsächlichen geologischen Entwicklung. Die Beschreibungen der Landschaften ebenso wie kleinerer Ausschnitte zeugen von guten geografischen Kenntnissen und auch kleinstädtisches Milieu wird realistisch wiedergegeben. Die Armut der Erzgebirgler in ihren Formen und Auswirkungen, ebenso wie die Gründe für ihr Auftreten und ihren Erhalt beschreibt May aus der eigenen Erfahrung heraus, ebenso wie die Darstellung der Haftbedingungen in der Erzählung Des Kindes Ruf.
Das Vorwort der Buchausgabe suggeriert Lesern, May habe angefangen, Reiseerzählungen zu schreiben, da der tiefere Sinn seiner Dorfgeschichten nicht verstanden worden wäre. Allerdings waren die frühen Reiseerzählungen parallel zu bzw. sogar vor den Dorfgeschichten erschienen. Auch die Kontinuität seines Werkes, die May mit der Buchausgabe suggeriert, stimmt so nicht. Zwar lassen sich alle Werke Mays im weitesten Sinne auch symbolisch verstehen, aber so hochliterarisch und absichtsvoll symbolisch hatte er seine frühen Texte nicht verfasst.

## Kritik
Für die frühen Dorfgeschichten befindet Otto Forst-Battaglia, „die Handlung [sei] grobkörnig, dick aufgetragen, bar jedes Ansatzes einer Psychologie der Gestalten.“ Auch Herrmann erkennt in den Figuren „oberflächlich[…], holzschnittartig gezeichnete[…] Klischees […] bis auf ganz wenige Ausnahmen“ und Wohlgschaft bemängelt den „übertriebenen Gegensatz von ›schlechten‹ und ›guten‹ Charakteren“. „Der Held ist ausgestattet mit allen körperlichen (Kraft, Jugend, Schönheit usw.) und geistigen (Mut, Würde, Stolz, Selbstdisziplin, Großmut, Toleranz, logisches Denken usw.) Eigenschaften. […] Wie der Held mit allen positiven, so ist der Gegenspieler mit allen nur erdenklichen negativen Eigenschaften des Körpers (Alter, Häßlichkeit, Schwäche usw.) und des Geistes (Feigheit, Eitelkeit, Habsucht, Grausamkeit, Hinterlist, Lasterhaftigkeit usw.) ausgestattet.“ Laut Mahler sind die Leistungen der Helden „manchmal so übertrieben dargestellt, daß die Situation ins Groteske verzerrt wird.“ Ein weiterer Aspekt bezüglich der Figuren ist das Verhältnis von Männern und Frauen. Die Frauen nehmen – von wenigen Ausnahmen abgesehen – stets eine untergeordnete Position ein; sie orientieren sich am Mann und bringen daher keinen eigenen Beitrag zur Handlung ein. Zudem werden die Frauen entweder idealistisch verklärt oder mit charakterlichen Makeln dargestellt. Eine andere Problematik betrifft den Kriminalgeschichten-Charakter der Dorfgeschichten, denn ein „Lesen […] als intellektuelle Übung, wie sie bei manchen Kriminalgeschichten geradezu herausgefordert wird, wird bei MAY sofort unterbunden; denn wer der Verbrecher ist, weiß man schon nach den ersten Seiten.“
Die Gründe für die Schwächen der Mayschen Dorfgeschichten sind vielfältig. May war bei Abfassung der frühen Geschichten noch ein literarischer Anfänger; Hans Wollschläger hält sie sogar für „kaum […] mehr als Talentproben“. Nach Mahler hat May „die Dorfgeschichten geschrieben, um Geld zu verdienen; da kann er sich nicht um ästhetische Fragen kümmern, wenn er das auch wollte. Denn entscheidend ist das Kriterium der Reproduzierbarkeit und Konsumierbarkeit beim Leser“ und die hauptsächlichen Leser der frühen Dorfgeschichten gehörten den unteren, weniger gebildeten Schichten an. Nichtsdestotrotz „blitzen allerdings (hin und wieder) Funken auf“, wie Forst-Battaglia sich ausdrückt und Engelbert Botschen schreibt, „schon gelingen ihm gute Farben, echte Details, empfindsame Szenen“. Die Einfachheit der Figuren liegt auch daran, dass sie teilweise mehr eine Funktion erfüllen, als dass sie echte Menschen darstellen, da sie lediglich über Handlungen, Physiognomie, Kleidung und Sprache charakterisiert werden. Das klare Gut-gegen-Böse-Schema leitet sich aus dem (Selbst-)Erziehungswillen ab. „Die dualistische Struktur […] führt fast automatisch zur Identifizierung des Lesers mit den positiven Protagonisten.“ Dass May allerdings die belehrende Haltung, auf die er viel Wert legte, in den Dorfgeschichten grundsätzlich gelang, bescheinigt ihm Martin Lowsky. Bettina Wild hebt hervor, „wie geschickt er [May] es immer wieder versteht, die Themen, Räume und Figuren der Dorfgeschichte in eine einzelne kurze Erzählung zusammenzufassen“. Die Geschichten des Spätwerks bezeichnet Christoph F. Lorenz als „Musterbeispiele für eine raffinierte Verschlüsselungstechnik“ und Ekkehard Bartsch lobt ihren „wirklich gelungene[n] und bis zum Schluß durchgeführte[n] Märchen-Ton“.
In Bezug auf die frühen Dorfgeschichten stellt Lowsky fest: „Neue Impulse bringen Mays Stücke nicht in die Reihe der Dorfgeschichten ein, in der sie eine drittklassige Rolle spielen.“ Innerhalb des Mayschen Frühwerks gehören sie allerdings zu den besseren Werken. Hierbei werden Der Dukatenhof, Des Kindes Ruf und Der Giftheiner zu den besten gezählt. Jedoch werden die Dorfgeschichten des Spätwerks als höher stehend betrachtet und von diesen wird besonders Das Geldmännle hervorgehoben. Trotz eigener negativer Kritik an den Dorfgeschichten befindet Forst-Battaglia: „Ich wüßte keine bessere Lektüre für Volk und Jugend als […] manche Erzgebirgische Dorfgeschichten“. Während Mahler der Ansicht ist, „Für den modernen Leser gar sind sie [Mays Dorfgeschichten] völlig belanglos geworden, sowohl was ihre Struktur, als auch was ihr Ethos anbetrifft.“, so hält sie Walther Ilmer für „permanent lesenswert“.

## Bibliografie
Mehrere der Dorfgeschichten erschienen unter den Pseudonymen Karl Hohenthal bzw. Emma Pollmer. In folgender Tabelle sind die aktuellen Nummern des Bandes und der Erzählung aus Karl May’s Gesammelten Werken (Titel können hier abweichen), der Titel des entsprechenden Reprints der Karl-May-Gesellschaft sowie Abteilung und Bandnummer der historisch-kritischen Ausgabe Karl Mays Werke (sofern bereits erschienen) angegeben.
| Titel                         | Jahr           | Anmerkungen                                                                               | Karl May’s Gesammelte Werke                   | Reprints der Karl-May-Gesellschaft                 | Historisch-kritische Ausgabe |
| ----------------------------- | -------------- | ----------------------------------------------------------------------------------------- | --------------------------------------------- | -------------------------------------------------- | ---------------------------- |
| Die Rose von Ernstthal        | 1874 oder 1875 | zugleich historische Erzählung                                                            | Karl May auf säch- sischen Pfaden, 02 (43,08) | Unter den Werbern (Der Waldkönig)                  | I.5                          |
| Der Dukatenhof                | 1877           | in Erzgebirgische Dorfgeschichten enthalten                                               | 44,01                                         | Unter den Werbern                                  | V.9                          |
| Der »Samiel«                  | 1877/78        | später gleichnamiges Kapitel mit ähnlichen Motiven im Roman Der Weg zum Glück (1886–1888) | 43,09                                         | Old Firehand                                       | I.5                          |
| Der Kaiserbauer               | 1877           |                                                                                           | 43,05                                         | Unter den Werbern                                  | I.5                          |
| Der Teufelsbauer              | 1878           | in Erzgebirgische Dorfgeschichten u. d. Titel Der Einsiedel enthalten                     | 43,04                                         | Old Firehand                                       | V.9                          |
| Der Herrgottsengel            | 1878           |                                                                                           | 44,02                                         | Old Firehand                                       | I.5                          |
| Des Kindes Ruf                | 1878           | in Erzgebirgische Dorfgeschichten enthalten                                               | 43,02                                         | Old Firehand                                       | V.9                          |
| Der Waldkönig                 | 1879           | in Erzgebirgische Dorfgeschichten u. d. Titel Vergeltung enthalten                        | 44,03                                         | Der Waldkönig (Die Goliaths – Die Rose von Kahira) | V.9                          |
| Der Gichtmüller               | 1879           |                                                                                           | 43,07                                         | Old Firehand                                       | I.5                          |
| Der Giftheiner                | 1879           |                                                                                           | 43,06                                         | Der Waldkönig                                      | I.5                          |
| Im Sonnenthau                 | 1879           |                                                                                           | 43,03                                         | Unter den Werbern                                  | I.5                          |
| Vorwort [zur Buchausgabe]     | 1903           | erschienen erstmals in Erzgebirgische Dorfgeschichten                                     | 44, Nachwort                                  |                                                    | V.9                          |
| Sonnenscheinchen              | 1903           | erschienen erstmals in Erzgebirgische Dorfgeschichten                                     | 43,01                                         |                                                    | V.9                          |
| Das Geldmännle                | 1903           | erschienen erstmals in Erzgebirgische Dorfgeschichten                                     | 44,04                                         |                                                    | V.9                          |
| Der verlorene Sohn            |                | Nachlass, Fragment                                                                        | 90,08                                         |                                                    | I.5                          |
| Der Herrgottsengel [Fragment] |                | Nachlass, Abweichender Beginn d. gleichnamigen Veröffentlichung                           | 90,10                                         |                                                    | I.5                          |

Der Karl-May-Verlag führt als weitere Dorfgeschichte noch Rache oder Das erwachte Gewissen (um 1873/74) unter dem Titel „Das Gewissen“ auf, dessen Urheberschaft allerdings nicht gesichert ist.
Einige der Erzählungen (besonders jene an das Berliner Literarische Institut F. C. Entrich verkaufte Erzählung Der Waldkönig) erfuhren mehrfache Nachdrucke, teilweise unter wechselnden Titeln und Verfasserangaben. Während Der Waldkönig unter dem Titel Das Geheimnis des Stollens (1902) als 38. Band in „Webers Moderner Bibliothek“ bereits vor Mays Zusammenstellung in Buchform erschien, erfolgte eine unabhängige Buchausgabe von Der Dukatenhof als Nr. 215/216 der „Volksbücherei“ der Verlagsbuchhandlung „Styria“ erst 1909. Nur die Frühwerksfassungen liegen als Reprint der Karl-May-Gesellschaft vor, wohingegen Reprints der Mayschen Buchausgabe 1977 bei Olms Presse und 1996 im Karl-May-Verlag erschienen. Einige Erzählungen wurden übersetzt und für die Bühne oder als Hörbuch adaptiert.
Den Erzgebirgischen Dorfgeschichten sehr ähnlich ist die zweite Abteilung (Die Sclaven der Arbeit) des Romans Der verlorne Sohn (1884–1886). Zu den weiteren Werken mit heimatlichem Bezug gehören Karl Mays Humoresken, das gestrichene Kapitel (In der Heimath) aus Krüger Bei (1894) sowie das erste Kapitel (Einleitung) in „Weihnacht!“ (1897).